# Ɔ̃
Cette page contient des caractères spéciaux ou non latins. S’ils s’affichent mal (▯, ?, etc.), consultez la page d’aide Unicode.
Ɔ̃ (minuscule : ɔ̃), appelé O ouvert tilde, est un graphème utilisé dans l’écriture du bariba, du boko, du koro wachi, du ngbandi du Nord, du tchourama.
Il s’agit de la lettre O ouvert diacritée d'un tilde.

## Utilisation
Dans l’alphabet phonétique international, le ɔ minuscule avec tilde transcrit une voyelle moyenne inférieure postérieure arrondie nasalisée.

## Représentations informatiques
Le O ouvert tilde peut être représenté avec les caractères Unicode suivants (latin étendu B, Alphabet phonétique international, diacritiques),, :
| formes    | représentations | chaînes de caractères | points de code | descriptions                                       |
| --------- | --------------- | --------------------- | -------------- | -------------------------------------------------- |
| capitale  | Ɔ̃               | Ɔ◌̃                    | U+0186 U+0303  | lettre majuscule latine o ouvert diacritique tilde |
| minuscule | ɔ̃               | ɔ◌̃                    | U+0254 U+0303  | lettre minuscule latine o ouvert diacritique tilde |